# Septymiusz
Septymiusz, Septym – imię męskie pochodzenia łacińskiego. Patronem tego imienia jest św. Septymiusz, mnich (V wiek). Jego żeńskim odpowiednikiem jest imię Septymia.
Septymiusz imieniny obchodzi 17 sierpnia.
Septym imieniny obchodzi 24 października.

## Historia
Imię pochodzi z języka łacińskiego, genetycznie nazwisko utworzone przyrostkiem -ius od przedimienia (praenomen) Septimus - Septym. Wywodzi się od liczebnika "siódmy".